# Lin Mei-jih
Lin Mei-jih (* 27. Februar 1972) ist eine ehemalige taiwanische Fußballspielerin.

## Karriere
Lin spielte im November 1991 für Ming Chuan in ihrer taiwanischen Heimat. Die Mittelfeldspielerin stand bei der Weltmeisterschaft 1991 im Kader der Nationalmannschaft, die das Viertelfinale erreichte, und kam auf zwei Einsätze gegen Italien (0:5) und Nigeria (2:0).